# 체흐 복합체

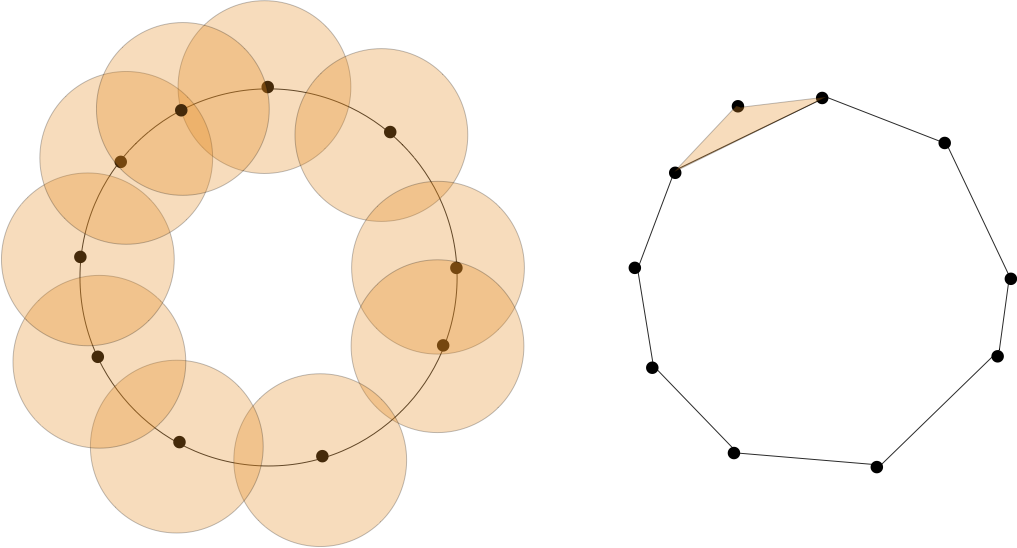
원에서 샘플링된 점 집합의 체흐 복합체 구성

대수적 위상수학에서 체흐 복합체는 점 구름 또는 분포에 대한 위상수학적 정보를 고려하기 위한 거리 공간의 점 구름로 구성된 추상 단체 복합체이다. 주어진 유한 점 구름 집합 {\displaystyle X}와 {\displaystyle \epsilon >0}에 대해 체흐 복합체 {\displaystyle {\check {C}}_{\varepsilon }(X)}를 다음과 같이 구성한다: {\displaystyle X}의 원소를 {\displaystyle {\check {C}}_{\varepsilon }(X)}의 꼭지점 집합으로 둔다. 그런 다음 각 {\displaystyle \sigma \subset X}에 대해, σ의 점에 중심을 둔 ε-공 집합에 비어 있지 않은 교집합이 있는 경우 {\displaystyle \sigma \in {\check {C}}_{\varepsilon }(X)}라고 한다. 즉, 체흐 복합체는 {\displaystyle X}의 점들을 중심으로 하는 ε -공 집합의 체흐 신경이다. 체흐 신경 정리에 의해 체흐 복합체는 공들의 합집합과 호모토피 동형이다.

## 비에토리스-립스 복합체와의 관계
체흐 복합체는 비에토리스-립스 복합체 의 부분 복합체이다. 체흐 복합체은 비에토리스-립스 복합체보다 계산이 더 많이 필요하지만, 복합체 안의 공의 고차 교집합을 확인해야 하기 때문에 체흐 신경 정리는 체흐 복합체가 그 복합체 안의 공들의 합집합과 호모토피 동형임을 보장한다. 비에토리스-립스 복합체는 그렇지 않을 수 있다.

## 같이 보기
- 비에토리스-립스 복합체
- 위상 데이터 분석
- 체흐 코호몰로지
- 계산 기하학
- 추상 단체 복합체
- 단체 복합체
- 단체 호몰로지